# Douglas Dean Osheroff

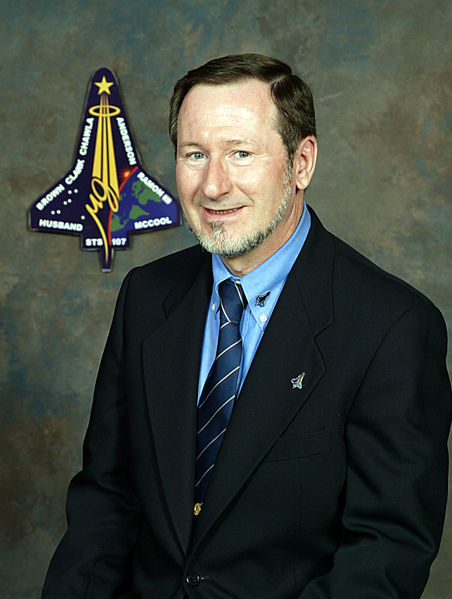
Douglas D. Osheroff

Douglas Dean Osheroff (* 1. August 1945 in Aberdeen, Washington) ist ein US-amerikanischer Physiker und Nobelpreisträger (1996).
1973 promovierte er in Physik an der Cornell-Universität in Ithaca (New York). Derzeit ist er Physikprofessor an der Stanford-Universität in Kalifornien. Bei der Forschung an magnetischen Eigenschaften von festem Helium-3 entdeckte er zufällig die suprafluide Phase (widerstandsloses Strömen) bei sehr tiefen Temperaturen (unter 0,5 Kelvin). Den Nobelpreis erhielt er dafür im Jahr 1996 zusammen mit David Morris Lee und Robert Coleman Richardson. Diese drei Wissenschaftler verwendeten bei ihrem Experiment eine neuartige Kühlmethode, bei der sich Helium-3 unterhalb von 0,3 Kelvin durch Anwendung von Druck noch weiter abkühlen lässt. Dies markierte einen Durchbruch in der Tieftemperaturphysik.
Wie vor ihm Richard Feynman bei der Challenger-Katastrophe wurde er als Nobelpreisträger in die Untersuchungskommission zum Columbia-Unglück berufen. Ähnlich wie Feynman kritisierte er die Vorgehensweise der NASA. Dabei konnte er in Versuchen in seiner Küche Probleme der Ummantelung des Shuttles nachweisen.
1981 war er MacArthur Fellow sowie Fellow der American Physical Society, seit 1982 ist er Mitglied der American Academy of Arts and Sciences, seit 1987 der National Academy of Sciences.